# Chet Baker Quartet Vol. 2
Chet Baker Quartet Vol. 2 è un album a nome Chet Baker Quartet, pubblicato dall'etichetta discografica francese Barclay Records nel 1956.

## Tracce

### LP
Lato A
1. Small Hotel – 3:43 (testo: Lorenz Hart – musica: Richard Rodgers)
2. I'll Remember April – 5:51 (testo: Don Raye, Patricia Johnston – musica: Gene De Paul)
3. These Foolish Things – 4:41 (testo: Eric Maschwitz – musica: Jack Strachey)
4. Autumn in New York – 7:03 (musica: Vernon Duke)

Lato B
1. Summertime – 4:12 (testo: Ira Gershwin, DuBose Heyward – musica: George Gershwin)
2. You Go to My Head – 5:49 (testo: Haven Gillespie – musica: J. Fred Coots)
3. Tenderly – 6:38 (testo: Jack Lawrence – musica: Walter Gross)
4. Lover Man – 4:50 (James Edward Davis, Ram Ramirez, Jimmy Sherman)

## Musicisti
Chet Baker Quartet
- Chet Baker – tromba
- Gérard Gustin – pianoforte
- Jimmy Bond – contrabbasso
- Bert Dahlander – batteria

Note aggiuntive
- Registrato il 24 ottobre 1955 a Parigi, Francia
- Jean-Pierre Leloir – foto copertina album originale [1]